# Albert Serra Figueras
Albert Serra Figueras (6 de octubre de 1978, Bañolas, Gerona) es un exfutbolista español.

## Clubes
| Club        | País   | Año       |
| ----------- | ------ | --------- |
| UE Figueres | España | 2001-2005 |
| Girona FC   | España | 2005-2009 |
| Levante UD  | España | 2009-2010 |
| Girona FC   | España | 2010-2011 |
| UE Olot     | España | 2011-2014 |